# Nova Cançó
Nova Cançó (кат. «Новая песня») — направление в музыкальной и песенной культуре Каталонии, возникшее в конце 1950-х годов как протест против репрессивной политики в отношении каталанского языка и культуры, проводимой режимом Франсиско Франко. 
Несмотря на определённую схожесть, это направление, по мнению искусствоведов, отличалось от французских куплетов и шансона, а его основой были привязка к каталанскому языку и демократическая этика. При этом одна из групп внутри движения, Grup de Folk, занималась популяризацией в Каталонии традиций англоязычной музыки.
Крупнейшими исполнителями в жанре Nova Cançó считаются Мигель Портер Мо (один из первых исполнителей), Жуан Мануэль Серрат, Овиди Монтльор, группа Els Setze Jutges.